# Magan
Magan, Majan o Makkan va ser una regió de l'edat antiga, mencionada en escrits cuneïformes sumeris datant dels volts del 2300 aC en tant que zona de producció de coure i diorita destinats a Mesopotàmia. La seva ubicació no és segura, tot i que en general se la situa a l'actual Oman; però segons d'altres es trobava al sud de la ciutat estat d'Eridu, a la costa d'Al-Hassà, entre Sumer i Dilmun. Darrerament ha sorgit la hipòtesi de la seva ubicació a la regió de Makran, a la costa del Pakistan.

## Reis
- Manium, cap al 2260 aC